# 白瀨號破冰船 (一代)
白瀨號（JMSDF AGB SHIRASE AGB-5002）一代艦是日本文部省（現文部科學省）的第三艘南極觀測船，現為改裝氣象觀測船SHIRASE（日語發音與原艦名相同）。艦號為AGB-5002，1981年（昭和56年）下水。由南極地域觀測隊使用於南極觀測任務。是昭和時期建造的最大噸位自衛艦，也是日本第一艘標準排水量超過一萬噸的自衛艦。白瀨號是海上自衛隊當時所使用的最大型船艦，直到摩周型補給艦竣工下水為止。

## 概述
白瀨號是一艘能以3節船速連續突破1.5（4.9英尺）厚度冰層的破冰船。乘員全部由海上自衛官出任。船艦為文部科學省的國立極地研究所所有。所屬單位為橫須賀地方隊。母港位於橫須賀。

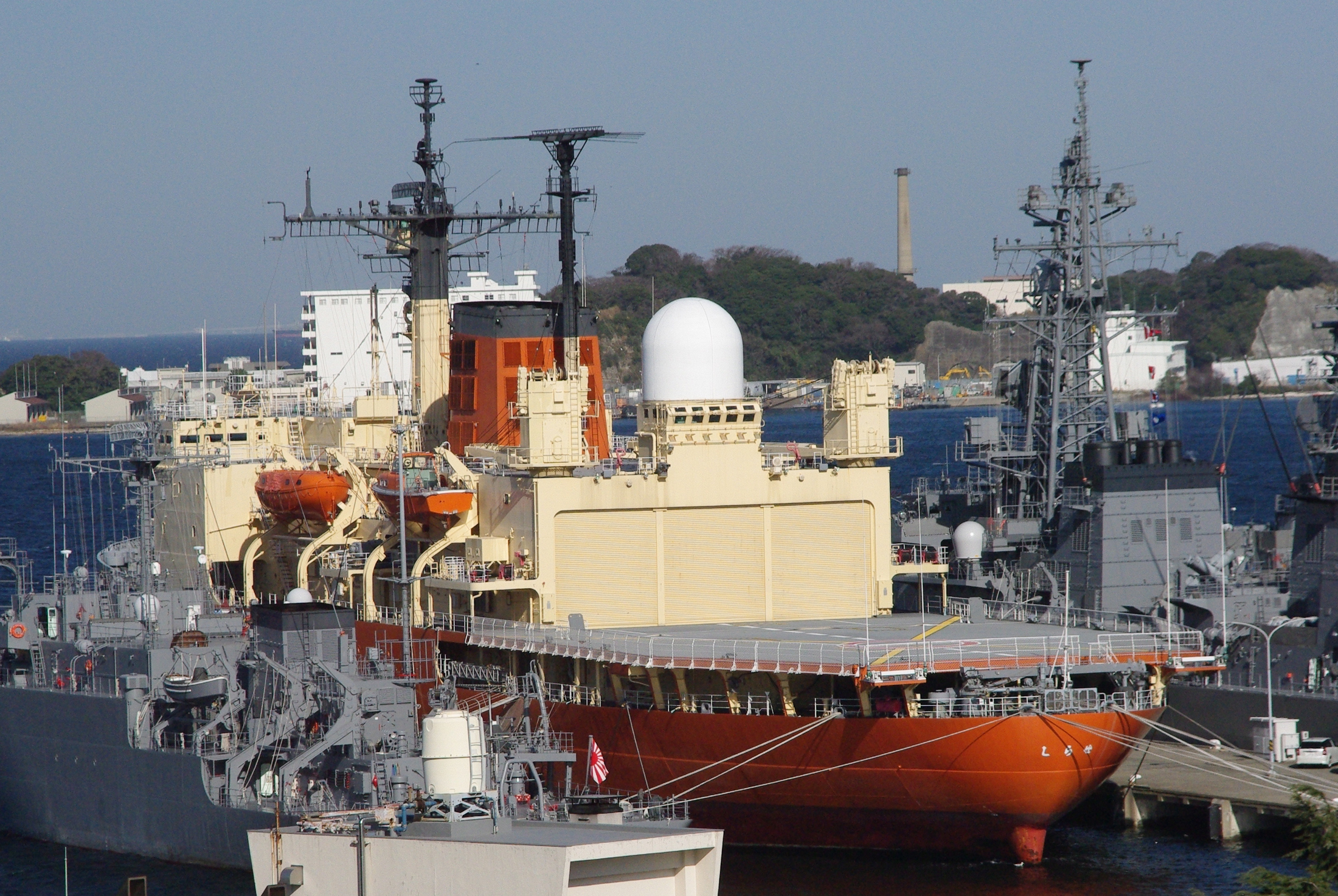
船艦後部有直升機甲板。

它擁有破冰船特有的寬船體與一管煙囪，冰海監視用的船桅觀測站，前後甲板各有兩具運卸貨物用的起重機，艦體尾部設有直升機甲板與機庫。由於第二次越冬隊時的「太郎與次郎的悲劇」，故此從前型觀測船富士號繼承的兩架運輸用西科斯基S-61A-1直升機以及一架貝爾47G小型偵查直升機，這個配置延續自宗谷號和富士號。1987年隨著同型直升機種自海上自衛隊退役，遂在1993年引入一架休斯OH-6D作為後繼機種。。
為了冰海航行方便，白瀨號沒有裝備一般船艦常見的船舶減搖裝置（抑制橫向搖晃，而裝備在船底兩側面的鰭），因此當它在遠洋航行，特別是遇到風雨時的搖晃程度會比一般船艦更為劇烈。由於有這樣的缺點，本身是海上自衛隊乘組員或許尚可適應，但那些未習慣船艦特性的觀測隊員總是會受嚴重暈船所苦。在白瀨號於2001年的航海任務中，在通過暴風圈時曾出現左傾53度、右傾41度的傾斜紀錄，至今仍是海上自衛隊的搖晃紀錄。
船上清楚區分出乘組員居住區、觀測隊員居住區和廚房。觀測隊員起居室通常是兩人房，觀測隊長室和副隊長室為單人房。此外還有四人的隨行人員起居室、研究室、無線電探空設備室。艦上另外備有預防海盜襲擊的自動步槍。
推進方式採取柴電動力，以三井造船製造的六具柴油引擎，採取交流同步發電機驅動，透過閘流體將交流電整流為直流電來抑制出力電壓（Static Leonard系統模式），驅動富士電機製的六具直流電動機，軸出力可達30,000馬力。三軸的推進軸各與兩座電動機直列連結，遠洋航行時使用三具電動機，破冰航行時使用全部六具發電機。船內電源是由另外設置的四具柴油發電機供應。
此外，建造費雖然由當時的文部省支出預算，但設計、下訂及使用則是由防衛廳（現在的防衛省）執行。該艦的主要任務是載運觀測隊員與物資的運送，此外也搭載觀測機器執行南極觀測活動。後者也為白瀨號退役後被氣象新聞公司（日语：株式会社ウェザーニューズ，WNI）收購的其一原因（詳細請參照後述）。
白瀨號每年十一月中旬由東京港晴海埠頭出海，在弗里曼特爾港停泊休憩一週以後，於南半球12月末入夏期間抵達南極東翁古爾島的昭和基地。
由1983年（昭和58年）起的第25次隊至第49次隊為止，白瀨號共執行25次南極觀測運輸支援任務，累計行動日數達3,803日、總航程1,006,562（625,449英里）、運輸人員累計1,498人、運輸物資量累計約23,900噸。當白瀨號面對厚1.5（4.9英尺）以上的冰層時，需要先將船艦後退200—300（660—980英尺），再以最大馬力前進，依靠船體重量從上方壓破冰層進行碎冰（這個動作稱為），而白瀨號一共執行了charging動作達36,650次。

## 艦名的由来
本艦在建造計畫階段暫定編號為「54AGB」，並與前型觀測船富士號一樣，舉行了公眾徵名活動決定艦名：。
1980年5月30日，第14屆「南極運送問題調査會議」上提議討論艦名問題。
1980年6月25日，第69屆「南極地域觀測統合推進本部總會」上決定公眾徵名方針，同時承諾設置船名遴選委員會。
1980年11月22日至12月24日，舉行公眾徵名活動，共收到建議62,275件，無效件數872件。
1981年2月26日，第1屆船名遴選委員會上檢討遴選方針，從前30位的提名内選出「極光」、「瑞穗」和「白瀨」3個候補。
1981年3月16日，第2屆船名遴選委員會上從候補名稱「極光」、「瑞穗」、「白瀨」中，選出白瀨為船定名、並且在23日的新聞公開發表。
1981年12月11日，防衛廳在下水命名式中正式定名為「白瀨號」。
經公眾徵名活動獲得的艦名，按票數排名如下：第1名「櫻」、第2名「大和」、第3名「昭和」、第4名「極光」、第5名「朝日」、第6名「瑞穗」、第7名「時空」... 第15名「白瀨」。
防衛廳向船名遴選委員會提出排除了徵名活動排名第2位的「大和」的建議，理由是「大和」令人聯想到舊帝國海軍戰艦大和號，並不適合破冰艦的形象，因此將會保留用於日後建造的新型艦。
儘管已決定新破冰船船名為「白瀨」，但由於當時防衛廳對海上自衛隊「以名山命名」的船艦命名規定，遂無法以日本初代南極探險隊隊長白瀨矗中尉的名義來命名。在檢討過後，防衛廳決定更改規定為「以名山或冰河名命名」，並以在昭和基地附近、原先用來彰顯白瀨中尉的功績而命名的白瀨冰河的名義來為船艦定名，白瀨號一名至此塵埃落定。

## 紀念郵票
1983年11月14日發行「白瀨號啟航」纪念邮票，設計為「企鵝與觀測船白瀨號」。紀念票上有白瀨船內郵局與昭和基地内郵局的風景紀念章者，至今仍可以在市場上高價交易。2009年推出的「極地保護」紀念郵票，雖然由世界42國共同發行，但是沒有發行新型「白瀨號（第二代）」啟航紀念郵票。此外在2007年1月23日發行的十件組紀念郵票「南極地域觀測事業開始50周年」的第9枚，有「隊員與觀測船白瀨號」的設計。

## 後續船艦
白瀨號第二代船艦於2006年（平成18年）起，由Universal造船舞鶴事業所建造，2008年4月16日舉行命名暨下水儀式。2009年5月20日正式完成建造。
此外，在本艦退役後，2008年出發的第50次南極探險隊時，曾借用過去曾救出白瀨號的澳洲民間破冰船南極光號（Aurora Australis）替補空缺。

## 除籍後
2008年10月24日，日本政府的南極地域觀測統合推進本部宣布放棄白瀨號的保存展示計劃，遂而準備進行船隻解體。。由於白瀨號是自衛隊史上最大規模船艦，因此保存和展示費用比其他觀測船更高（光是為了保存而必須進行的修改費用就要10億日圓）。而且白瀨號作為自衛艦，也難以交由海上保安廳管理或是輸出海外，所以不得不以廢棄手段處理。
不過，推進本部官方表示會保存螺旋槳、錨、艦名看板等至少17項物品，並準備在2009年秋天於海上自衛隊佐世保史料館開放展示。此外，船內所使用的一部分沙發和椅子也會轉移至正在名古屋港展示的富士號上。
由於曾在昭和時期協訓南極觀測隊的關係，北海道稚內市率先倡議保存計劃，並且通過官方網站進行宣傳，但是因為財政困難，2007年夏季取消了對於支持展示保存的募集活動，計劃因此胎死腹中。。
2008年12月過後，儘管已經預計著手解體，但是由於鐵屑價格下跌而被迫取消解體計劃。翌年6月19日，日本政府的南極地域觀測統合推進本部決定再度進行公募，以尋求白瀨號的保存或再利用。白瀨號在此時期得以留駐於海上自衛隊横須賀基地。

## SHIRASE計劃

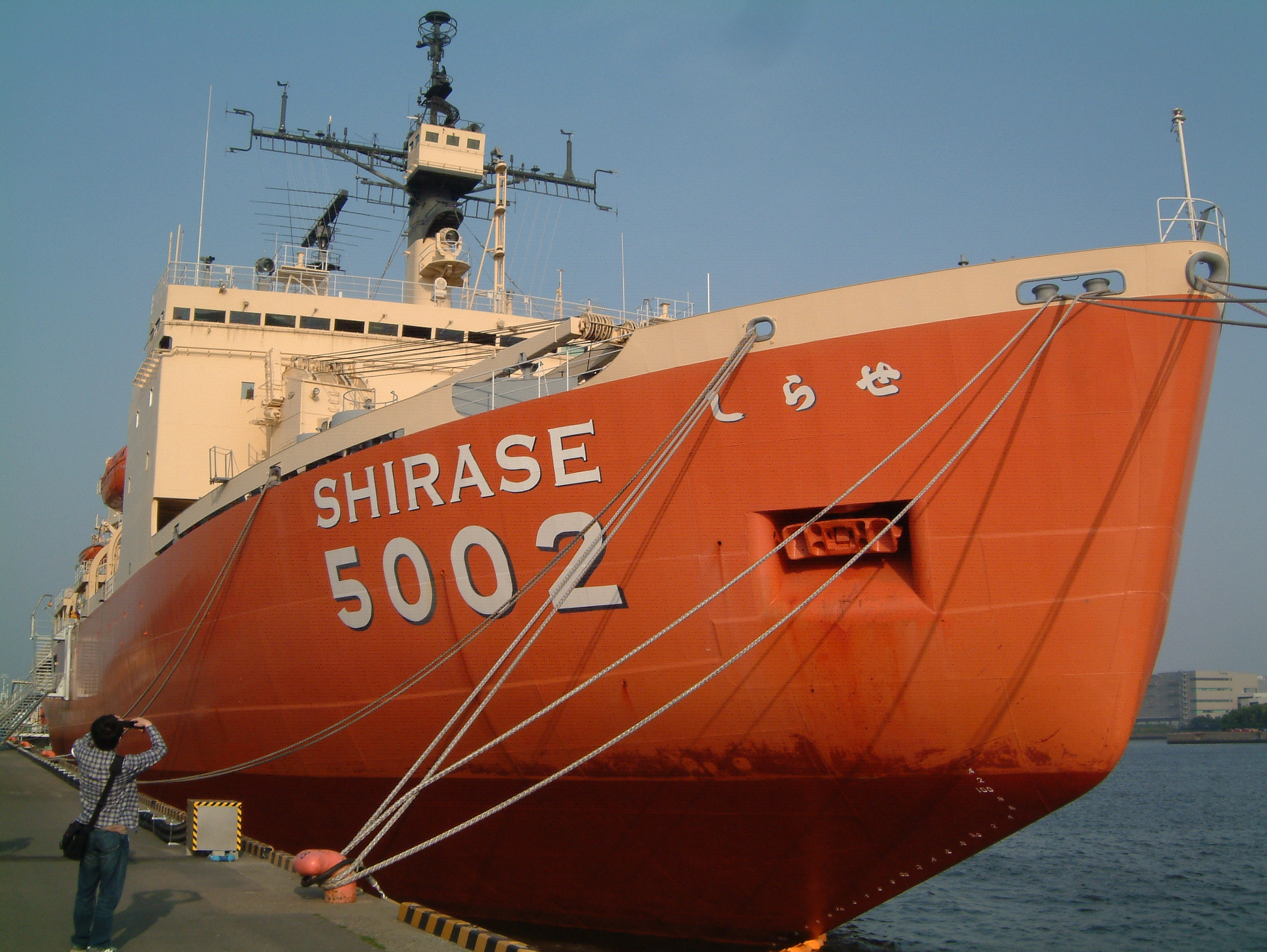
SHIRASE - 船橋港（2010年5月）

2009年11月9日、南極地域觀測統合推進本部在考量「若拆除這艘船艦會相當可惜」、「希望能活用於氣象、環境問題的情報宣傳與討論上」等意見後，遂向文部科學省提案收購白瀨號，2009年1月27日發表了將船艦出售予民間氣象情報公司氣象新聞公司（WNI）的訊息。白瀨號成為環境情報宣傳基地，得以進入「第二人生」。2010年2月10日，白瀨號從海上自衛隊移交給WNI，並由横須賀基地離港。期間先曳行至神奈川縣横濱市中區的三菱重工業橫濱製造所本牧工場入渠，進行檢查、用途變更、船體修繕工事作業，並將船名改為羅馬拼音「SHIRASE」。這些過程原定於同年3月31日白瀨號隨後被拖曳至千葉縣船橋市船橋港（港則法上分類為千葉港葛南區）留駐，期間WNI創始人石橋博良過世的告別式在本船上舉行。。
白瀨號作為南極觀測和氣象觀測的象徵於2010年5月2日向公眾公布艦名“SHIRASE”和艦號“5002”。在此之前5月1日，即公眾發布的前一天，SHIRASE向港口所在的船橋市的居民前行公開，市政官員和教育工作者參與一場私人發表會。在5月2日舉行的SHIRASE盛大開幕式上，冒險家三浦雄一郎、WNI員工和国会議員、船長等共500人參與。在同一儀式上，SHIRASE KANCHO 執行副總裁宮村次郎以香檳打破冰塊並宣布SHIRASE“第二次出發”。。
公司拆除了船上的南極觀測設備。從2010年10月起把其全球冰上中心遷至船上並啟動全球浮冰監測業務。此外還安裝了小型氣象觀測雷達“WITH radar”，實時觀察大都市區的雷暴和陣風等情況，計劃於2010年左右啟動。利用從WNI衛星發送的數據，接入世界各地海冰運動的“WNI衛星控制中心”。 同時計劃啟動“地面特徵中心”進行驗證一種以東京灣為中心的世界地震監察方案
SHIRASE號買入費雖然僅約4千萬日圓（以2009年末匯率計算折合約新台幣10,400,000元），但整修費和改裝至可用程度需再花10億日圓，每年另有接近2億日圓的人員維持費、保養費、停泊費等雜支。
2011年7月，SHIRASE號在福島縣磐城市的小名濱港舉行了一次活動，旨在為受東日本大地震影響的災民打氣。
2013年9月2日，該船的所有權從WNI轉移到與關聯公司WNI氣象文化創建中心。
2015年11月18日，SHIRASE號四年來首次離開船橋港，進入三菱重工業横濱製作所進行維護作業，並在12月14日完成後回到船橋港。

### 參觀
雖然參觀是免費的，但需要預先登記。在SHIRASE號停泊的船橋港，由於禁止隨意進入碼頭周圍的場地，因此除了有關方面員工，不可能接近船艦。此外船橋港周邊地區是停車禁區，沒有停車場或自行車停放場。
2011年3月11日發生的東日本大地震後，因為停泊的船橋港周圍安全問題，所以取消了一切的參觀活動。10月又遭受颱風侵襲，停泊在SHIRASE對面的船的錨索斷裂，甩動時撞到港口設施並反彈損壞了SHIRASE號船殼。在船橋港及SHIRASE號本身完成修復後，2012年1月28日起參觀活動恢復。
前往參觀者可從JR京葉線新習志野站下車，於對面千葉國際綜合游泳池搭乘專車前往船橋港。另外京葉線海濱幕張站前另有WNI私有接駁小巴往來船橋港，但要跟公司事先連絡登記身分證才能約定時間上車。參訪的日期大約是每週六12:30一次，每週約有10人參加。

## 艦長
| 代 | 氏名       | 在任期間               | 前職                                                         | 後職                                                                          |
| -- | ---------- | ---------------------- | ------------------------------------------------------------ | ----------------------------------------------------------------------------- |
| 1  | 佐藤保     | 1982.11.12 - 1985.5.16 | 海上幕僚監部防衛部南極觀測支援室長 →1981.12.2 横須賀補充部付 | 横須賀地方總監部付 →1985.8.1 第33護衛隊司令                                   |
| 2  | 倉田篤     | 1985.5.17 - 1987.6.29  | 海上幕僚監部防衛部南極觀測支援室                             | 海上幕僚監部防衛部南極觀測支援室長                                            |
| 3  | 本田守忠   | 1987.6.30 - 1988.7.31  | 白瀨號副長                                                   | 海上幕僚監部防衛部運用課南極觀測支援室長                                      |
| 4  | 上垣毅     | 1988.8.1 - 1990.7.8    | 白瀨號副長兼運用長                                           | 海上幕僚監部防衛部運用課南極觀測支援室長                                      |
| 5  | 齊藤公則   | 1990.7.9 - 1992.8.2    | 海上幕僚監部防衛部運用課                                     | 海上幕僚監部防衛部運用課南極觀測支援室長                                      |
| 6  | 久松武宏   | 1992.8.3 - 1994.7.31   | 海上幕僚監部防衛部運用課                                     | 海上幕僚監部防衛部運用課南極觀測支援室長                                      |
| 7  | 加藤達雄   | 1994.8.1 - 1996.7.31   | 海上幕僚監部防衛部運用課                                     | 海上幕僚監部防衛部運用課南極觀測支援室長                                      |
| 8  | 帖佐正和   | 1996.8.1 - 1998.5.14   | 海上幕僚監部防衛部運用課                                     | 海上幕僚監部防衛部運用課南極觀測支援室長                                      |
| 9  | 茂原清二   | 1998.5.15 - 2000.5.14  | 海上幕僚監部防衛部運用課                                     | 海上幕僚監部防衛部運用課南極觀測支援室長                                      |
| 10 | 石角義成   | 2000.5.15 - 2002.7.31  | 海上幕僚監部防衛部運用課                                     | 海上幕僚監部防衛部運用課南極觀測支援室長                                      |
| 11 | 原口一之   | 2002.8.1 - 2004.7.6    | 海上幕僚監部防衛部運用課                                     | 海上幕僚監部防衛部運用課南極觀測支援室長                                      |
| 12 | 大平愼一   | 2004.7.7 - 2006.7.2    | 海上幕僚監部防衛部運用課南極觀測支援班長                     | 佐世保海上訓練指導隊付 →2006.8.10「Oumi」艦長                                 |
| 13 | 小梅三津男 | 2006.7.3 - 2007.7.1    | 海上幕僚監部防衛部運用支援課南極觀測支援班長                 | 横須賀地方総監部付 →2007.8.10 横須賀地方總監部監察官 →2代目「白賴號」艤装員長 |
| 14 | 品川隆     | 2007.7.2 - 2008.7.30   | 海上幕僚監部防衛部運用支援課南極觀測支援班長                 | 横須賀基地業務隊本部補充部付 →2008.9.12「Masyu」艦長                          |

- 未特別註記階級的艦長皆為1等海佐。

## 出典
1. ↑  しらせ25年の歴史 33項
2. ↑  1980年防衛白皮書
3. ↑   (PDF).   [2019-07-26]. （原始内容存档 (PDF)于2017-03-22）.
4. ↑  しらせ25年の歴史 3項
5. ↑  読売新聞 2008年10月24日科学記事 的存檔，存档日期2008年10月26日，.
6. ↑  読売新聞 2008年10月25日13版37面
7. ↑  『南極観測船「しらせ」誘致キャンペーン』 的存檔，存档日期2008年4月14日，. - 稚内市
8. ↑  『先代「しらせ」の後利用に係る再公募について』 的存檔，存档日期2009年6月21日，. - 文部科学省 2009年6月19日
9. ↑  『気象会社がしらせ購入に名乗り』 （页面存档备份，存于） - 千葉日報 2009年1月27日
10. ↑  『先代「しらせ」の後利用に関する審査結果について』 的存檔，存档日期2010年1月31日，. - 文部科学省 2009年11月9日
11. ↑  『先代「しらせ」5月に一般公開 補修終え千葉に到着』 的存檔，存档日期2010年4月4日，. - 産経新聞 2010年3月31日

『「しらせ」船橋港に到着』 （页面存档备份，存于） - 千葉日報 2010年4月1日

『南極観測船:先代「しらせ」、船橋港に入港 地球環境モニタリング拠点に /千葉』[永久]

 - 毎日新聞 2010年4月1日

『SHIRASEが5月2日のグランドオープンに向けて本格始動』 （页面存档备份，存于） - 株式会社ウェザーニューズ 2010年4月2日
12. ↑  『先代南極観測船『しらせ』 一般公開始まる:千葉』[永久]

 - 東京新聞（中日新聞東京本社） 2010年5月3日
13. ↑  『SHIRASEが船橋港にて一般公開スタート』 （页面存档备份，存于） - 株式会社ウェザーニューズ 2010年5月2日
14. ↑  『「しらせ」改め「SHIRASE」で再船出』 的存檔，存档日期2010年5月4日，. - 読売新聞 2010年5月2日
15. ↑  2010年5月1日放送『weathernews LiVE』より
16. ↑  『SHIRASE:一般公開始まる 南極観測船から環境のシンボルへ』 Archive.today的存檔，存档日期2012年7月12日， - 毎日新聞 2010年5月2日
17. ↑  『先代の南極観測船を公開 千葉県船橋市』 （页面存档备份，存于） - 共同通信 2010年5月2日
18. ↑  『旧「しらせ」が第二の船出＝気象会社の環境観測拠点に-千葉』[] - 時事通信 2010年5月2日

『先代の南極観測船「SHIRASE」を公開』 的存檔，存档日期2010年5月5日，. - 産経新聞 2010年5月2日
19. ↑  『世界初!サポーターとともに実現する衛星』 （页面存档备份，存于） - 株式会社ウェザーニューズ 2008年7月3日
20. ↑  『SHIRASE −「地球環境」の交信・共創の場に−』 （页面存档备份，存于） - 株式会社ウェザーニューズ 2009年11月9日

『旧南極観測船「しらせ」、ウェザーニューズ社が保存活用』 （页面存档备份，存于） - 朝日新聞 2009年11月9日

『南極観測船「しらせ」が当時の姿のまま一般公開』 （页面存档备份，存于） - Business Media 誠 2010年5月6日
21. ↑  『先代「しらせ」が天気情報』 的存檔，存档日期2010年3月3日，. - 読売新聞 2009年11月10日13S版37面
22. ↑  『2010年（平成22年）5月期「第24期第2四半期報告書」』 - 株式会社ウェザーニューズ 2010年2月9日PDFPDF

『SHIRASE「第2の船出」計画』 （页面存档备份，存于） - 株式会社ウェザーニューズ
23. ↑  『南極観測船しらせ、気象情報会社に引き渡し』[] - 朝日新聞 2010年2月10日

『退役「しらせ」、環境基地に＝海自横須賀基地を出港』[] - 時事通信 2010年2月10日
24. ↑  『「しらせ」が気象会社に引き渡され、第二の船出/横須賀』 的存檔，存档日期2010年2月22日，. - 神奈川新聞 2010年2月10日
25. ↑  『南極観測船:「しらせ」、気象情報会社へ--海自横須賀基地 /神奈川』[永久]
26. ↑  『【葬送】ウェザーニューズ創業者 石橋博良さん』 的存檔，存档日期2010年7月19日，. - 産経新聞 2010年7月13日
27. ↑  . weathernews.com. 2011-06-24  [2011-07-12]. （原始内容存档于2016-03-04）.
28. ↑  SHIRASE乗船のお申込み|SHIRASE Official Website 的存檔，存档日期2013年10月25日，.
29. ↑   （页面存档备份，存于） SHIRASEのお知らせ
30. ↑  『SHIRASE 乗船について - よくあるご質問』 的存檔，存档日期2010年5月5日，. - 株式会社ウェザーニューズ
『「SHIRASE」船橋で一般公開』[永久]- 朝日新聞 2010年5月3日

## 脚注
1. ↑  後継機としてMH-53Eを採用する予定だったが実現には至らなかった。
2. ↑  3月19日結束，不過由於檢查和船艦用途變更而推遲。
3. ↑  なお、初代しらせの観測隊員や乗組員、建造などに関わった方については、時期未定ではあるが、別途SHIRASEを支援するプログラムを用意する予定になっている。

## 關聯項目
- 初代南極觀測船　宗谷
- 二代目南極觀測船　富士
- 四代目南極觀測船　白瀨號(2代)
- 昭和基地
- 館山航空基地
- 破冰船
- 研究船
- 國立極地研究所
- 氣象新聞公司
- SOLiVE24

## 外部連結
- 海上自衛隊の使用する船舶の区分等及び名称等を付与する標準を定める訓令PDFPDF海上自衛隊訓令第30号（昭和35年9月24日）
- SHIRASE共創地球 （页面存档备份，存于） -氣象新聞公司
- SHIRASE（しらせ） （页面存档备份，存于） -氣象新聞公司
- SHIRASEのお知らせ的Facebook專頁
- shirase的X（前Twitter）